# Aeroportul Simbai
Aeroportul Simbai (IATA: SIM) este un aeroport din Western Highlands Province⁠(d), Papua Noua Guinee.
aeroportul dispune de o singură pistă.